# Pleurothallis arenicola
Pleurothallis arenicola là một loài thực vật có hoa trong họ Lan. Loài này được (Carnevali & I.Ramírez) Carnevali & I.Ramírez mô tả khoa học đầu tiên năm 2000.